# Гумендже
Гумѐндже или Гюмендже (срещат се и формите Гумѐнджа/Гюменджа, (понякога книжовно Игуменчо, на гръцки: Γουμένισσα, Гумениса, до 1926 година Γουμένιτσα, Гуменица) е град в Егейска Македония, Гърция, главен град на дем Пеония в административна област Централна Македония. Градът е център и на Гумендженската епархия на Гръцката православна църква.

## География
Гумендже е разположен на 250 m надморска височина, на 65 km северозападно от Солун, в северния край на Солунското поле в източното подножие на планината Паяк (Пайко). Градът е център на областта Боймия, част от Гевгелийско-валандовската котловина.

## История

### В Османската империя
Селището е основано след османското завоевание на района. От 1696 година населението на Гумендже получава специален статут и облекчени данъци, тъй като във валавиците на Гумендженската река се валя шаяка за яничарите. Заселването на мюсюлмани в градчето е забранено.
В XIX век Гумендже е паланка в Ениджевардарска каза на Османската империя. В 1848 година руският славист Виктор Григорович описва в „Очерк путешествия по Европейской Турции“ Игуменчо като българско село.
За разлика от Кукуш и Енидже Вардар, в Гумендже униатското движение не бележи успех, заради силното влияние на Иверския и Зографския манастир. В 1866 – 1867 година в параклиса на метоха на Зограф в града е открито първото българско частно училище от зографския свещеник Харалампи Айдаринов, заради което е отзован от гръцкия митрополит Никодим Воденски обратно в манастира, а на следната година учител е Христо Родопски. В 1869 година населението Гумендже показно изгонва владиката Никодим. Под натиск на патриаршеските власти двамата български учители са прогонени, но училището оцелява с общински учители и през 1872 – 1873 година. Свещениците Петко и Ангел по общо желание на селяните отказват да признаят новия гръцки митрополит Агатангел и изхвърлят името му от богослужението и затова са арестувани.
В 1873 – 1875 година учител в българското училище е Никола Манов от Пирот, който въвежда звучния метод на обучение, а след него учителства Вениамин Мачуковски, а в 1876 – 1878 година кукушанецът Христо Бучков. Българското училище в Гумендже успява да оцелее през Руско-турската война, а веднага след нея за учебната 1878 – 1879 година е назначен за учител от Екзархията Христо Д. Урумов, който остава три години, подпомаган от общинския учител Гоно Пейков. Властите обаче изпращат и двамата на заточение и учители стават Христо Бандулов (1881 – 1883) и кукушанецът Нано Пандов (1883 – 1885). Училището става класно в 1885 година при учителите Иван Попставрев и Димитър Шалдев.
През май 1885 година българската община в Гумендже моли Екзархията да се застъпи пред Портата за официалното ѝ признаване от местната власт, за да може решенията ѝ по църковните въпроси да имат задължителна сила. Общината изпитва силни трудности в борбата срещу гръцката община и срещу униатската пропаганда и двамата български свещеници Иван Батанджиев и Иван Сребринов са в голяма материална нужда. Екзархията съветва гумендженските българи, че трябва да работят за това да се убедят гъркоманските им събратя да образуват единна българска община.
Александър Синве („Les Grecs de l’Empire Ottoman. Etude Statistique et Ethnographique“), който се основава на гръцки данни, в 1878 година пише, че в Гумендзия (Goumentzia), Воденска епархия, живеят 3800 гърци.
На австро-унгарската военна карта е отбелязано като Гюмендже (Gümendže), а на картата на Йоргос Кондоянис е отбелязано като Гумендза (Γουμέντζα), християнско село. Според Николаос Схинас („Οδοιπορικαί σημειώσεις Μακεδονίας, Ηπείρου, Νέας οροθετικής γραμμής και Θεσσαλίας“) в средата на 80-те години на XIX век Гуменца (Γουμέντσια) е село с 500 християнски семейства, от които половината са екзархисти.
Густав Вайганд посещава Гумендже и в 1894 година в „Аромъне“ пише: „Жителитѣ на Гюмендже сѫ българи и по-голѣмата часть сѫ прѣдадени на гръцката партия. Това село има 450 кѫщи.“
Към 1900 година според статистиката на Васил Кънчов („Македония. Етнография и статистика“) Гуменджа е паланка в Ениджевардарска каза и брои 3150 жители българи. Населението на градчето е разделено в конфесионално отношение. По данни на секретаря на Българската екзархия Димитър Мишев („La Macédoine et sa Population Chrétienne“) в 1905 година в Гумендже има 2560 българи екзархисти и 2440 българи патриаршисти гъркомани и работят българско и гръцко училище.
През септември 1910 година градчето пострадва по време на обезоръжителната акция на младотурците. Арестувани са няколко десетки българи, между които председателят на българската община и главният учител Зеков.
По данни на Екзархията в 1910 година Гумендже има 881 къщи с 981 семейства, 4946 жители българи и две черкви.
В 1910 година Халкиопулос пише, че в селото (Γουμέντσα) има 700 патриаршисти и 2280 екзархисти.
В града през 1912 година е открита българска болница. При избухването на Балканската война в 1912 година двадесет и един души от Гумендже са доброволци в Македоно-одринското опълчение. Самото градче е освободено от четата на Димитър Робков на 20 – 21 октомври, а четата на Костадин Дзеков пристига на 23 октомври 1912 година. В него се настаняват гръцки и български военни части. През декември 1912 година гърците правят опит да завземат сградата на кметството и полицейския участък, но са отблъснати от българските четници и войници. През 1913 година българският кмет на Гумендже хаджи Тано Захаринов, помощникът му Христо (Ичко) Стаменитов и градският лекар Иван Алев са принудени да избягат в Кукуш поради набезите на гръцки чети, българският пристав Ст. Войводов е публично поруган в центъра на града. Архиерейският екзархийски наместник Г. Дачов е арестуван, а около 176 по-видни граждани са заточени извън града.
- Списък на заточените в 1913 г. на остров Трикери гумендженци, изработен от Христо Шалдев

### В Гърция
След Междусъюзническата война Гумендже попада в Гърция. В 1912 година е регистрирано като селище с християнска религия и „македонски“ език. Част от населението му се изселва в България и на негово място са настанени гърци бежанци. Преброяването в 1913 година показва Гумендза (Γουμένδζα) като селище с 1753 мъже и 1662 жени. 
Боривое Милоевич пише в 1921 година („Южна Македония“), че Гуменджа (Гуменџа) има 780 къщи славяни християни и 20 къщи цигани християни.
От 981 български семейства към 1912 година до 1928 година в България се изселват 180 семейства с 571 души и в градчето остават 801 български семейства. Ликвидирани са 286 имота на жители, преселили се в България. В 1928 година в Гумендже е смесено местно-бежанско селище с 427 бежански семейства с 1676 жители. По-голямата част от гърците бежанци са от Станимака, а по-малка от Мала Азия и Понт. В 1926 година паланката е прекръстена на Гумениса.
През Втората световна война градчето е в германската окупационна зона и в него е образувано подразделение на Централния българомакедонски комитет. През май 1944 година немските власти арестуват стотина души от Гумендже и околните села и екзекутират 52 от тях край река Чикърчица. Според статистиката на НОФ от 1947 година в селището има 4000 славяноговорещи. През Гражданската война няколко семейства бягат в Югославия.
От 1991 година в Гумендже работи етнографски музей.
| Име         | Име           | Ново име     | Ново име      | Описание                                                  |
| ----------- | ------------- | ------------ | ------------- | --------------------------------------------------------- |
| Сува река   | Σούκα Ρέκα    | Ксиропотамос | Ξηροπόταμος   | река на Ю от Гумендже                                     |
| Либашки рид | Λιμπάσκεριτ   | Филира       | Φιλλύρα       | възвишение на ЮИ от Гумендже и на Ю от Тушилово (244,5 m) |
| Карадина    | Καραντίνι     | Клисто Рема  | Κλειστό Ρέμα  | река на Ю от Гумендже                                     |
| Казан       | Καζάν         | Казани       | Καζάνι        | река на Ю от Гумендже                                     |
| Рамнища     | Ραμνίστα      | Платия       | Πλατεία       | местност на ЮИ от Гумендже                                |
| Цикарчица   | Τσικαρτσίτσα  | Халияс       | Χαλιάς        | река на ЮЗ от Гумендже                                    |
| Пицика      | Πίτσικα       | Нотос        | Νόθος         | река на Ю от Гумендже                                     |
| Юрвица      | Γιούρβιτσα    | Георгия      | Γεωργία       | местност на Ю от Гумендже                                 |
| Барата      | Μπάρατα       | Нерократима  | Νεροκράτημα   | местност на ЮИ от Гумендже и на Ю от Тушилово             |
| Въртоп      | Βαρτόκ        | Гиристо      | Γυριστό       | река на И от Гумендже и на Ю от Тушилово                  |
| Грамади     | Γραμμάδες     | Схиста       | Σχιστά        | местност на СЗ от Гумендже                                |
| Мицков дол  | Μιτσικώφ Ντόλ | Аркудолакос  | Άρκουδόλακκος | река, десен приток на Църна река                          |

| Година    | 1913 | 1920 | 1928 | 1940 | 1951 | 1961 | 1971 | 1981 | 1991 | 2001 | 2011 | 2021 |
| --------- | ---- | ---- | ---- | ---- | ---- | ---- | ---- | ---- | ---- | ---- | ---- | ---- |
| Население | 3415 | 2859 | 4433 | 4927 | 4528 | 5026 | 4621 | 4301 | 4100 | 4030 | 3609 | 3292 |

## Личности
От Гумендже са родом големите български революционери от ВМОРО Ичко Бойчев, Христо Батанджиев, Константин Дзеков и Христо Шалдев.

## Галерия
- Църквата „Успение Богородично“
- Улица в Гумендже
- Чешма построена за спомен от френски войници през 1918 г.
- Печат на Гумендженската българска община
- Печат на гръцкия силогос